# 大花卵叶半边莲
大花卵叶半边莲（学名：Lobelia zeylanica var. lobbiana）为桔梗科半边莲属下的一个变种。种名zeylanica意为斯里兰卡的。